# Mejnik
Mejnik ali mejni kamen je robusten fizični označevalec, navadno kamen, ki označuje črto, ki ločuje, razmejuje zemljišča ali države ali označuje spremembo meje, zlasti spremembo smeri meje. Obstaja več vrst mejnikov, znanih kot stebri, obeliski in vogali. 

## Namen
Po besedah Josiah Ober so mejniki »način uvajanja človeškega, kulturnega in socialnega pomena na nekoč nediferencirano naravno okolje«. Mejniki so povezani s socialnimi hierarhijami, saj izhajajo iz avtoritete osebe ali skupine, da bi iz političnih, družbenih ali verskih razlogov razglasila meje določenega prostora. Ober ugotavlja, da »določanje, kdo lahko uporablja parcelo obdelovalnih zemljišč in za kakšen namen, ima takojšnje in očitne gospodarske posledice«.
Številne meje so potekale vzdolž nevidnih linij zemljepisne širine ali dolžine, kar je pogosto ustvarilo potrebo po čim natančnejši označitvi teh meja na podlagi tehnologije današnjega dne. Napredek v tehnologiji GPS je pokazal, da na tleh ni dovolj natančno označenih mej.
Mejniki so se pogosto uporabljali za označevanje kritičnih točk političnih mejah, tj. med državami, deželami ali lokalnimi skupnostmi, pa tudi za označevanje meja zasebnih zemljišč, zlasti na območjih, kjer so ograje ali stene nepraktične ali nepotrebne. 
V razvitih državah je uporaba mejnikov za lastništvo zemljišč na mnogih mestih nadomeščena z zemljevidi in registracijo lastništva zemljišč. Mejniki v zahodnih državah niso zakoniti označevalci in imajo lahko težave z zakonitostjo. Mejniki se še vedno močno uporabljajo za označevanje mednarodnih meja, ki so tradicionalno razvrščene v dve kategoriji: naravne meje, povezane s topografskimi značilnostmi, kot so reke ali gorske verige in umetne meje, ki nimajo očitne povezave s topografijo. Slednja kategorija vključuje meje, opredeljene z mejniki, kot so kamni in zidovi. Mednarodni mejniki so postavljeni in jih je mogoče vzdrževati z medsebojnim soglasjem mejnih držav.

## Zgradba
Mejniki so bili tradicionalno izdelani iz kamna, kasneje iz betona ali mešanice materialov s križem na vrhu. Uporabljajo tudi markerji iz plastike ali železne cevi s plastično glavo. Običajno so postavljeni na opazno ali še posebej vidno točko. Mnogi so vpisani z ustreznimi informacijami, kot je okrajšava imetnika meje in pogosto datum.
V primeru starejših oznak so tudi iz grobega ali neenakega naravnega kamna. Obstajajo pogosto tudi mejni kamni, na katerih je dejanska mejna pot predstavljena z zarezo (smer). V primeru vogalnih točk ali so to tudi poševne črte, lahko na nekih mejnih vozliščih najdemo tudi nekatere stilizirane trajektorije mejne črte v obliki "T" ali "Y". Pri tem so bile uporabljene vrste kamnin, ki so na voljo v regiji. Izdelani so iz granita, apnenca, marmorja, peščenjaka, skrilavca, bazalta in drugih vrst. Mejne oznake (križanja, črte, grbi in letnica) so bile pogosto zarezane v skalo. 
Ob mejah državnih posestev ali gosposkih gozdov obstajajo številne zgodovinske, umetniško izvedene mejne oznake z grbi ali napisi. Tudi za označitev lastništva cerkvenega zemljišča so bili postavljeni mejni kamni.

## Moderne oblike
Namesto mejnih kamnov - odvisno od lokalnih razmer ali od države odvisnih geodetskih predpisov, se uporabljajo tudi druge vrste oznak. V mestnem ali pozidanem območju so to predvsem: kovinski vijaki z navojem, cevi s plastično kapo, jekleni ali medeninasti vijaki, pogosto z napisom "mejnik". V zadnjem času se uporabljajo tudi plastični mejniki. Pred dokončno razmejitvijo se uporabljajo začasni znaki, kot so leseni koli ali palice. Poznamo tudi druga mejna znamenja kot so mejne ograje, drevesa, jarki in podobno. Tako sicer lahko označimo meje, a namen teh je, da nazorno pokažejo mejo, ki jo določajo mejniki.
Metoda zagotavljanja mejnikov s tako imenovanimi "podzemnimi varovalkami" še vedno obstaja. To so lahko steklenica z vratom, stožec ali konična plastična oznaka (koren) pod mejnim kamnom. V mnogih regijah so uporabljali pravokotne ali trikotne glinaste plošče z grbom. Te podzemne oznake naj bi omogočale vrnitev v primeru poškodovanja mejnika ali potrjujejo točnost mejnika (na primer da je izpuljen s plugom). V primeru večje natančnosti lahko podzemno oznako spojimo s teodolitom.

## Predpisi
V različnih državah je s predpisi različno določen način zamejičenja in denarne ali druge kazni v primeru poškodovanja mejnikov. Nepooblaščeno spreminjanje ali odstranjevanje mejnih oznak prav tako pomeni prekršek v skladu z geodetskim in katastrskim zakonom.
Zgodovinske meje so danes spomeniki kulturne dediščine.

## Galerija
- Mejni kamen iz leta 1763 med Norveško in Švedsko na Arktiki
- Mejni kamen na Passo San Giacomo med Val Formazza v Italiji in Val Bedretto v Švici
- Mejni kamen v Franciji med občinami Nages, Murat-sur-Vèbre in Fraisse-sur-Agout
- Nemški gozdni mejnik iz leta 1754; označuje mejo med državnim gozdom Hanoveranov in gozdom skupnosti. Postavil ga je Jurij II. Britanski.
- Mejnik med Obdamom in Hensbroekom, Nizozemska.
- Mejni kamen na gori Nuang. označuje mejo med Selangorjem in Pahangom, Malezija.
- Moderen mejnik na 49. vzporedniku označuje mejo med ZDA in Kanado.
- Tipičen mejnih v Ukrajini.